# Zemská kůra

Zemská kůra jako jedna z geosfér Země

Zemská kůra je označení pro svrchní vrstvy planety Země složené z utuhlých hornin. Vznikla přinejmenším před 4,6 miliardami let, tedy do 150 miliónů let od vzniku Země, ale postupně se dál rozšiřovala.
Zemské těleso se skládá ze tří soustředných sfér: zemské kůry, zemského pláště a zemského jádra.
Hranice mezi sférami tvoří plochy nespojitosti (diskontinuity). Tyto plochy vyjadřují náhlé změny chemických a fyzikálních vlastností látek uvnitř Země. Kůru od pláště odděluje tzv. Mohorovičičova plocha diskontinuity, na níž se odrážejí a lomí zemětřesné vlny. I v kůře existují další podružné plochy nespojitosti, jejichž průběh však není souvislý. Nejdůležitější z nich je tzv. Conradova plocha, považovaná za hranici mezi svrchní (granitovou) a spodní (bazaltovou) vrstvou kůry.
Zemská kůra je tvořena žulovou (granitovou–SiAl Si-křemík, Al-hliník) a čedičovou (bazaltovou–SiMa Si-křemík, Mg-hořčík) vrstvou. Její mocnost (tloušťka) se pohybuje od 5 km do 70 km. Nejsilnější je na kontinentech pod pohořími, nejtenčí (5 až 10 km) pod oceány, kde chybí žulová vrstva. V Českém masívu se mocnost kůry pohybuje kolem 35 km. Hlavními minerály kůry jsou živce, křemen a slídy (muskovit, biotit). Názvy granitová a čedičová neznamenají petrografické složení, jde o subjektivní označení vrstvy názvem, který nejvíce odpovídá známým fyzikálním vlastnostem hornin skládajících tyto vrstvy. Složení pevninské kůry je značně pestřejší následkem složitějšího vývoje pevnin. Během vývoje Země se do kůry z pláště přesunuly lehce tavitelné a specificky lehčí složky, především sloučeniny křemíku, draslíku, hliníku, vápníku, sodíku a pod. Průměrná hustota kůry činí 2,85 g/cm³.
Zemskou kůru tvoří různé horniny složené z nerostů. Kromě nich jsou v zemské kůře obsaženy i plyny a voda s různým množstvím rozpuštěných látek. V zemské kůře se nacházejí téměř všechny chemické prvky.

## Rozdělení
- kontinentální kůra – má 3 vrstvy a proměnlivou tloušťku, tvoří kontinenty, šelfy, kontinentální svahy
- oceánská kůra – dvouvrstvá, tenčí, tvořící dna oceánu, pánve, příkopy
- přechodná – nejvzácnější, třívrstvá (dno Černého moře)

## Složení žulové vrstvy
- SiO2 – 69 %
- Al2O3 – 14 %
- Fe2O3 + FeO – 4 %
- Ostatní 5 %

## Složení čedičové vrstvy
- SiO2 – 48 %
- Al2O3 – 15 %
- CaO – 11 %
- Fe2O3 + FeO – 11 %
- MgO – 9 %
- Ostatní 6 %